# Aschaffenburg Stallions
Die Aschaffenburg Stallions (englisch Stallions ‚Hengste‘) sind eine American-Football-Mannschaft in der unterfränkischen Stadt Aschaffenburg. Der Verein wurde 1991 gegründet. Seit 1996 spielen die Stallions im Stadion am Schönbusch.

## Geschichte
In den Jahren 1999 und 2000 spielten die Stallions in der German Football League, der höchsten Spielklasse in Deutschland. 2000 bestritten die Aschaffenburger 12 Spiele, von denen sie drei gewannen, sieben verloren und zwei unentschieden spielten. Dies führte dazu, dass sie am Ende der Saison den fünften Platz in der GFL Süd belegten. Das hätte zwar zum Klassenerhalt gereicht, aber dem Verein wurde die Lizenz entzogen, wodurch die Schwäbisch Hall Unicorns aufstiegen. Seit dem Jahr 2015 spielten die Stallions in der Landesliga Nord und gehören dem American Football Verband Bayern (AFVBY) an. In der Saison 2022 gelang den Stallions der Aufstieg in die Bayernliga, in der sie seit 2023 spielen. Außer der Herrenmannschaft gehören dem Verein auch noch eine U19- und U16-Jugendmannschaft, eine U11 und U13 Flag-Football-Mannschaft für Kinder von 6 bis 16 Jahren und mehrere Cheerleadergruppen an.
Ebenfalls sind seit 2023 auch jeweils eine Flag- und eine Cheerleading-All-Star-Mannschaft fester Bestandteil der Stallions.

## Vorstand
Die Vorstandschaft der Aschaffenburg Stallions besteht aus:
- Thomas Duttine (Vorstandsvorsitzender)
- Claudia Kunkel (2. Vorstand)
- Simon Wißmann (Kassier)
- Friedrich Scharold (Schriftführer)
- Torsten von der Tann (Abteilungsleitung Herren Football)
- Stefan Müller (Abteilungsleitung Jugend Football)
- Eyleen Gervasio (Abteilungsleitung Cheerleading)

(Stand: Januar 2024)